# Vyšný Čaj
Vyšný Čaj este o comună slovacă, aflată în districtul Košice-okolie din regiunea Košice. Localitatea se află la altitudinea de 230 m deasupra n.m., se întinde pe o suprafață de 4,83 km2 și în 2017 număra 286 de locuitori.

## Istoric
Localitatea Vyšný Čaj este atestată documentar din 1335.

## Demografie
| An:                | 1994 | 2004    | 2014   | 2024   |
| ------------------ | ---- | ------- | ------ | ------ |
| Număr de persoane: | 269  | 301     | 295    | 317    |
| Diferență:         |      | +11,89% | −1,99% | +7,45% |

| An:                | 2023 | 2024   |
| ------------------ | ---- | ------ |
| Număr de persoane: | 318  | 317    |
| Diferență:         |      | −0,31% |